# Martin Sonnenberg
Martin Sonnenberg, född den 23 januari 1978, är en kanadensisk ishockeyspelare.
Sonnenberg spelar för närvarande (Oktober 2009) i Timrå IK med nummer 25. Sonnenberg kan spela både center och ytterforward. Säsongen 2009/2010 var Sonnenberg 2 mål ifrån nytt klubbrekord, han gjorde 20mål. (Det nuvarande rekordet har Mika Pyörälä med 21mål.

## Tidigare klubbar
- Syracuse Crunch
- Pittsburgh Penguins
- Saint John Flames
- Lowell Lock Monsters
- Calgary Flames
- Utah Grizzlies
- San Antonio Rampage
- Hartford Wolf Pack
- KalPa
- Ambrì-Piotta